# Apartheid de genre
L'apartheid de genre est une discrimination institutionnalisée touchant les femmes, à l'image de l'apartheid racial ayant sévi en Afrique du Sud. Il est présent dans de nombreux pays du monde. Concept défendu depuis au moins les années 2000, il n'attire que peu l'attention de la communauté internationale, qui a tendance à le minorer ou à le rationaliser sous l'effet d'un relativisme culturel ou religieux.  Sa reconnaissance juridique menant à des outils de droit international est réclamée par des juristes, des féministes et militants des droits humains afin de pouvoir mieux combattre la ségrégation sexuelle érigée en projet politique.  

## Étymologie et définition
L'expression est calquée sur celle de l'apartheid, défini par la Convention internationale sur l’élimination et la répression du crime d’apartheid — qualifié de crime contre l’humanité qui viole le droit international — qui est toutefois limité à la ségrégation raciale. 
L'apartheid de genre est défini par son caractère systématique et flagrant. 

## Minorisation du phénomène
Selon la juriste Ann Elizabeth Mayer, qui s'est intéressée  à la situation au moyen Orient, trois groupes d'acteurs s'opposent à la reconnaissance de ce type d'apartheid : tout d'abord les pays qui le pratiquent et les gouvernements occidentaux qui tous deux nient la composante genrée de domination des hommes sur les femmes. Ils rationalisent cet apartheid par un recours à la justification religieuse, qui serait liée aux composantes culturelles des pays qui la pratiquent, ce qui permet d'évacuer la composante politique. Elle identifie un troisième groupe, des universitaires occidentaux et des religieux conservateurs, qui accusent juristes et féministes occidentales d'avoir une attitude néocoloniale en s'ingérant dans des pratiques locales et en voulant imposer leur cadre de pensée occidental.

## Actions pour une reconnaissance internationale en tant que crime
En 1992, le phénomène est déjà identifié. L'avocate française Linda Weil-Curiel, secrétaire générale de la Ligue du droit international des femmes, promeut l'utilisation de l'expression « apartheid sexuel ».
En 1999, un article signé Noreen Shanahan appelle à lutter contre l'apartheid de genre en Afghanistan.
En 2000, la juriste américaine Ann Elizabeth Mayer nomme le phénomène et remet en question l’incapacité de la communauté internationale à se mobiliser dans un article intitulé A "Bening" "Apartheid": How Gender "Apartheid" has been rationalized ([Un « apartheid »«  bénin » : comment l’« apartheid » des genres a été rationalisé]),. 
Les démarches pour son adoption par des instances internationales sont longues, mais connaissent un regain en 2023, quand le collectif End gender apartheid' composé d'Iraniennes, d'Afghanes, de juristes et de militants réussit à mobiliser des commissions de l'ONU en faveur d'une reconnaissance mondiale du crime d'apartheid de genre. La démarche est appuyée par l'Iranienne Narges Mohammadi, l'Afghane Malala Yousafzai et les Américaines Hilary Clinton et Gloria Steinem. Cinq des trente États — Australie, Brésil, Malte, Mexique et États-Unis, à l'exception remarquée de la France — formant la sixième commission de l'Assemblée générale des Nations unies, chargée d'examiner un projet de traité sur les crimes contre l'humanité, incluent l'apartheid sexiste dans leur version du projet de traité, et une majorité des pays en acceptent le principe. Certains juristes appellent à la prudence compte tenu des délais extrêmement longs nécessaires à son adoption, et rappellent qu'il existe déjà des outils permettant certaines poursuites de ce fait.
Pour Amnesty International, la persécution fondée sur le genre, que le droit international reconnaît par exemple dans le Statut de Rome de la Cour pénale internationale, est l'outil qui s'en rapproche le plus, bien que « à lui seul [il] ne rend[e] pas pleinement compte de l’ampleur et de la portée de la domination systémique ou du caractère institutionnalisé et idéologique des atteintes pouvant être commises dans le cadre d’un système d’apartheid ».